# 2018 en Jordanie
Cette page concerne des événements qui se sont produits durant l'année 2018 du calendrier grégorien en Jordanie.

## Événements

### janvier
- 29 janvier : Le musée royal des chars ouvre ses portes à Amman.

### mai
- 30 mai : Début des manifestations organisées par plus de trente syndicats qui dureront jusqu'au 7 juin.

### août
- 12 août : Les forces jordanienne lancent un raid contre un groupe militant à Salt, dans le gouvernorat de Balqa, entraînant la mort de quatre agents de sécurité et de trois militants présumés.

### décembre
- 3 décembre : Le JY1-SAT (en), premier satellite jordanien, est lancé à bord de la Falcon 9 de SpaceX.

## Décès
- 19 mars : Fahed Fanek, économiste.
- 6 mai : Jamal Naji (en), romancier.
- 6 novembre : Ina'am Al-Mufti (en), homme politique